# Night Court (Fernsehserie, 2023)
Night Court ist eine US-amerikanische Fernsehserie, eine Wiederaufnahme der im Original gleichnamigen Serie Harrys wundersames Strafgericht, die ursprünglich von 1984 bis 1992 ausgestrahlt wurde. Sie hatte am 17. Januar 2023 auf NBC Premiere. Sie erhielt allgemein positive Kritiken von Kritikern, die insbesondere Melissa Rauchs Leistung in der Hauptrolle lobten.

## Handlung
Richterin Abby Stone kommt nach New York City, um eine Stelle als Richterin für die Nachtschicht des Manhattan Criminal Court anzunehmen – eine Position, die schon ihr verstorbener Vater Harold T. „Harry“ Stone innehatte. Zur Nachtschicht gehören auch die ehrgeizige Staatsanwältin Olivia, der unsichere Gerichtssekretär Neil, die fröhliche und exzentrische Gerichtsdienerin Donna „Gurgs“ Gurganous sowie der Pflichtverteidiger Dan Fielding, der bereits zur Zeit Harry Stones als Staatsanwalt am Gericht wirkte. Er wurde von Abby überzeugt, erneut am Gericht zu wirken, nachdem der ursprüngliche öffentlich bestellte Pflichtverteidiger am ersten Arbeitstag Abbys kündigte und die Stadt verließ, um in seinem Heimatstaat Louisiana Richter zu werden.